# Slag bij Pressburg

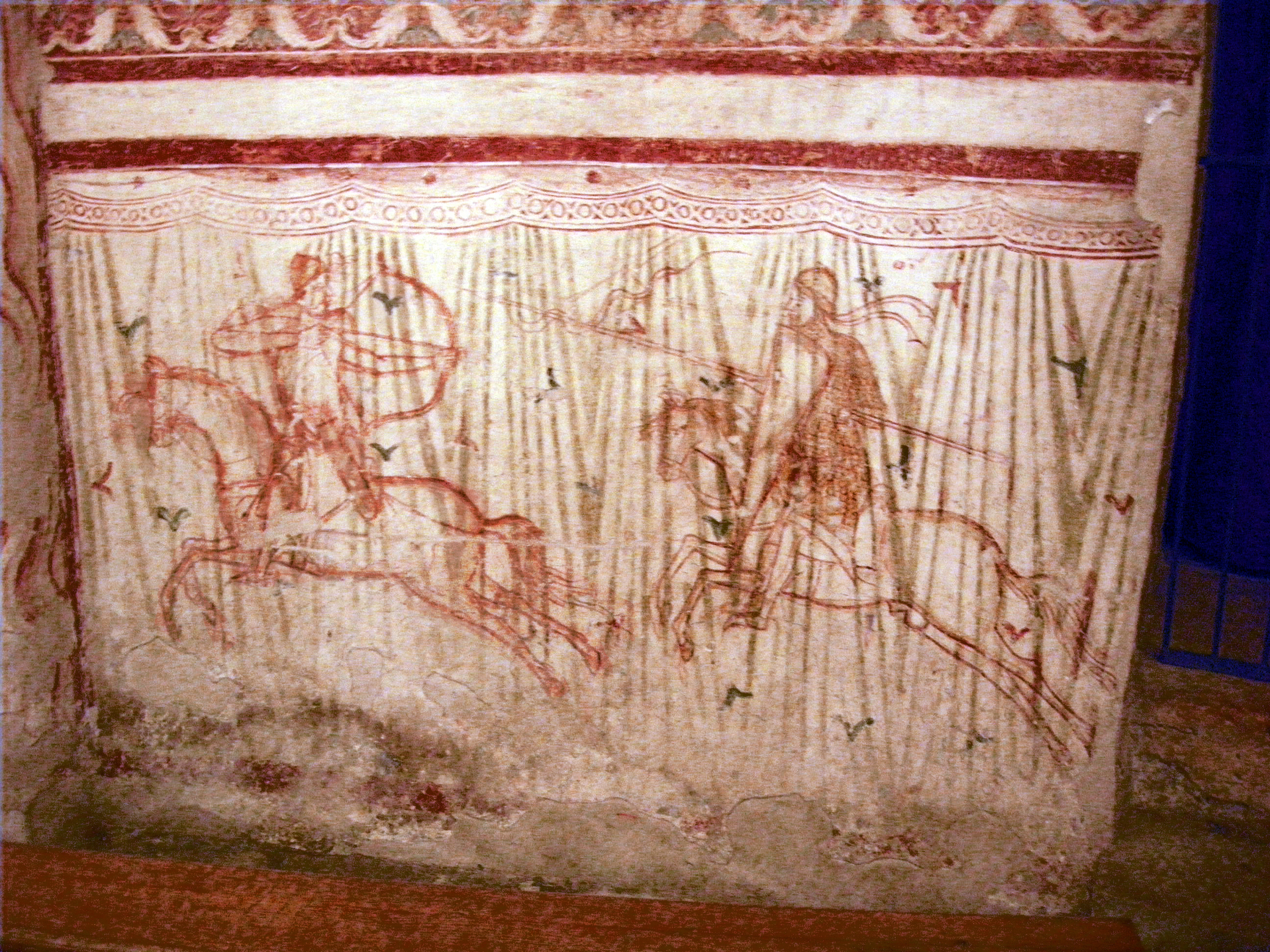
Frankische soldaat achtervolgt een Hongaarse boogschutter

De Slag bij Pres(s)burg of de Slag bij Pozsony  of de Slag bij Bratislava vond plaats in 907, waar een Oost-Frankisch leger onder leiding van markgraaf Luitpold van Karinthië, de Hongaren uit de Pannonische vlakte probeerde te verdrijven. Het werd een klinkende overwinning voor de Hongaren.

## Achtergrond
Sinds de Hongaarse invasie in Europa waren de Hongaren rond 895 gevestigd in de Pannonische vlakte. In 899 plunderden ze Noord-Italië, in 902 versloegen ze het Groot-Moravische Rijk en bezetten het oostelijke deel. Zo verwierven ze de controle over de handelsroutes naar Noord- en Oost-Europa. Dit was een economische klap voor de graafschappen van Luitpold van Karinthië en een redenen genoeg om een campagne tegen de Hongaren te overwegen. De dood van Hongaarse leider Kurszán in 904 en enkele militaire overwinningen sterkten Luitpold om een definitieve oorlog te beginnen.

## Verloop
De slag zou drie dagen duren, van 4 tot 7 juli 907. Het nam heel wat tijd in beslag om een zwaar (letterlijk) bewapend leger van ongeveer zestigduizend man op de been te brengen. Het Hongaarse leger, ongeveer twintigduizend, was lichtbewapend, snel en beschikte over de beste boogschutters. Slepend traag, ongeveer 14 km per dag, verplaatste het Frankische leger zich richting Hongarije. Met prikacties dwongen de Hongaren de Franken naar een slagveld dat hen gunstig lag. Luitpold splitste zijn leger in drie delen; dit kwam de Hongaren ten goede want zo konden ze de communicatielijnen doorbreken. Met geveinsde aanvallen brachten ze de Frankische troepen in de war. Met brandende pijlen vernietigden ze de Frankische vloot op de Donau.
Na drie dagen was het Frankische leger gedecimeerd. De balans was zwaar, onder de slachtoffers waren Liutpold, prins Sieghard, Mojmir II van Moravië, drie bisschoppen en 19 graven.

## Gevolgen
Het Groot-Moravische Rijk hield op te bestaan en er ontstonden drie nieuwe staten: het vorstendom Hongarije, het hertogdom Bohemen en het hertogdom Beieren. De rivier de Enns werd de grens tussen het Oost-Frankische Rijk en Hongarije. Nog tot 955, toen ze de Slag op het Lechveld verloren, zouden de Hongaren een gesel blijven voor de regio.